# Мечеть имени имама Дагестана и Чечни шейха Шамиля
«Мечеть имени имама Дагестана и Чечни шейха Шамиля» — мечеть, расположенная на площади Ленина в городе Махачкала в Дагестане.

## Строительство
Мечеть сооружена по инициативе Главы Республики Дагестан Рамазана Абдулатипова, по задумке которого по обе стороны здания Правительства были сооружены православный храм и мечеть.
Строительство началось в 2015 г. Мечеть была закончена и освящена в мае 2016 г. Деньги на строительство были пожертвованы самим Главой Республики и муфтиятом Республики Дагестан.
Мечеть сооружена в так называемом дагестанском стиле, и отличить его от храма расположенной рядом можно только по полумесяцу.

## Особенности
Сооружение двухэтажной квадратной формы без минарета, построенная из дербентского кирпичного материала. Имеет цокольный этаж. На первом этаже расположен купол, высотой 7 метров. Оба этажа предназначены для мужской молельни.
Высота купола составляет 10 метров, диаметром 8 метров. Крыша окрашена в голубой цвет. Общая площадь сооружения составляет 100 м². Вместимость цокольного помещения и первого этажа достигает до 150 прихожан.
На первом этаже узоры в интерьерах мечети выполнены в соответствии с традициями школы российских мусульман. Внутри купол, потолки и стены расписаны позолоченной росписью аятами (текстами) из Корана. Мечеть освещают настенные лампы.

## Открытие
Торжественное открытие проходило 28 мая 2016 года, в пятницу, в торжественной обстановке с присутствием Главы Республики Рамазана Абдулатипова, полпреда президента РФ в СКФО Сергея Меликова, муфтия РД Ахмада Абдулаева, мэра города Махчкалы Мусы Мусаева, представителей махачкалинской епархии и еврейской общины республики.